# Tomas Haake
Tomas Haake (ur. 13 lipca 1971 w Örnsköldsvik) – szwedzki perkusista i autor tekstów związany z grupą muzyczną Meshuggah.
Haake gra na perkusji firmy Sonor model Walnut Roots lub Birdseye Amber Designer Series Drums, talerzach perkusyjnych Sabian, naciągach Evans i pałeczkach perkusyjnych Vic Firth. Muzyk używa ponadto osprzętu firm Sonor, Pearl i Axis.
Zestaw perkusyjny Tomasa Haake został wykorzystany przy opracowaniu programu komputerowego Drumkit From Hell Superior. Muzyk osobiście zagrał na instrumencie.
W latach 2011–2014 był żonaty z basistką zespołu Crucified Barbara - Idą Stenbacka.

## Nagrody i wyróżnienia
| Rok  | Kategoria            | Tytułem     | Nagroda                            | Nota      | Źródło |
| ---- | -------------------- | ----------- | ---------------------------------- | --------- | ------ |
| 2008 | Best Drummer - Metal | Tomas Haake | Modern Drummer                     | Laur      | [ 8 ]  |
| 2016 | Best Drummer         | Tomas Haake | The Epiphone Revolver Music Awards | Nominacja | [ 9 ]  |